# Serramazzoni
Serramazzoni là một đô thị ở tỉnh Modena thuộc vùng Emilia-Romagna, có vị trí cách khoảng 45 km về phía tây của Bologna và khoảng 30 km về phía tây nam của Modena.
Serramazzoni giáp các đô thị: Fiorano Modenese, Maranello, Marano sul Panaro, Pavullo nel Frignano, Polinago, Prignano sulla Secchia, Sassuolo.